# Freed from Suspicion
Freed from Suspicion è un cortometraggio muto del 1912 diretto da George Melford. Prodotto dalla Kalem Company, il film fu interpretato da Carlyle Blackwell e da Alice Joyce.

## Trama
Trama e commento su Stanford.edu

## Produzione
Prodotto dalla Kalem Company, il film venne girato a Glendale, in California.

## Distribuzione
Distribuito dalla General Film Company, il film - un cortometraggio in una bobina - uscì nelle sale statunitensi il 7 agosto 1912.